# Baptist Union of Scotland
Die Baptist Union of Scotland (Baptistische Union von Schottland) ist die Hauptvereinigung der Baptistenkirchen in Schottland.

## Geschichte
Die Anfänge des schottischen Baptismus gehen auf die Mitte des 17. Jahrhunderts zurück. Auch führten unterschiedliche Lehranschauungen sehr früh zu einer Spaltung, die erst in der zweiten Hälfte des 19. Jahrhunderts überwunden werden konnte. Während die eine Gruppe, die sogenannten Scotch Baptists, in der Prädestinationslehre einen sehr strengen Standpunkt vertraten, blieb die andere Gruppe, die sogenannten English Baptists bei einem eher moderaten Calvinismus.  Eine Konferenz in Edinburgh führte 1869 zur Vereinigung beider Gruppen und damit zur Gründung Baptist Union of Scotland. Zur Gründungsversammlung hatten 51 Gemeinden ihre Abgeordneten gesandt, die ca. 3500 Mitglieder repräsentierten.

## Organisation
Die schottische Baptistenunion entspricht in ihrem Aufbau der Baptist Union of Great Britain. Während die Ortsgemeinden in Fragen ihres Lebens und ihrer Lehre eine umfangreiche Autonomie besitzen, begrenzt sich das Aufgabenfeld der Union auf gemeinsame missionarische Arbeit, Aus- und Weiterbildung von haupt- und ehrenamtlichen Mitarbeitern sowie auf die Herstellung und Verbreitung christlicher Literatur. Der Hauptsitz der schottischen Baptistenunion befindet sich in Glasgow.
Die Baptist Union of Scotland ist Mitglied
- der Europäisch-Baptistischen Föderation
- des Baptistischen Weltbundes

## Statistik
Zur Baptist Union of Scotland gehören 162 Gemeinden mit 10.930 Mitgliedern (Zahlen von 2017).